# USS Barton (DD-599)
USS Barton (DD-599) là một tàu khu trục thuộc lớp Benson của Hải quân Hoa Kỳ đã phục vụ trong suốt Chiến tranh Thế giới thứ hai cho đến khi bị đánh chìm trong trận Hải chiến Guadalcanal vào tháng 11 năm 1942. Nó là chiếc tàu chiến đầu tiên của Hải quân Hoa Kỳ được đặt tên theo Chuẩn đô đốc John Kennedy Barton (1853-1921).

## Thiết kế và chế tạo
Barton được đặt lườn tại xưởng tàu Fore River Shipyard của hãng Bethlehem Steel Corporation ở Quincy, Massachusetts vào ngày 20 tháng 5 năm 1941. Nó được hạ thủy vào ngày 31 tháng 1 năm 1942; được đỡ đầu bởi cô Barbara Dean Barton, cháu nội Đô đốc Barton, và được cho nhập biên chế vào ngày 29 tháng 5 năm 1942 dưới quyền chỉ huy của Hạm trưởng, Thiếu tá Hải quân D. H. Fox.

## Lịch sử hoạt động
Barton rời vùng bờ Đông Hoa Kỳ vào ngày 23 tháng 8 năm 1942 để đi sang khu vực Thái Bình Dương, đi đến Tongatapu thuộc quần đảo Tonga vào ngày 14 tháng 9. Trong tháng 10, nó tham gia cuộc bắn phá Buin-Faisi-Tonolai vào ngày 5 tháng 10 cùng Trận chiến quần đảo Santa Cruz vào ngày 26 tháng 10, nơi nó bắn rơi bảy máy bay đối phương. Vào ngày 29 tháng 10, nó cứu vớt 17 người sống sót thuộc hai chiếc máy bay vận tải bị bắn rơi gần đảo Fabre.
Đi đến ngoài khơi Guadalcanal vào ngày 12 tháng 11, nó hộ tống thành công một đoàn tàu vận tải tiếp liệu cho hòn đảo này, rồi được lệnh tham gia lực lượng dưới quyền Chuẩn đô đốc Daniel J. Callaghan, bao gồm năm tàu tuần dương và bảy tàu khu trục khác để đẩy lùi một lực lượng tàu chiến Nhật Bản, bị máy bay trinh sát Đồng Minh phát hiện đang di chuyển dọc xuống vùng biển mệnh danh "Cái Khe" về phía Guadalcanal. Nằm ở vị trí thứ 11 trong đội hình lực lượng Hoa Kỳ trước khi hoàng hôn, thủy thủ đoàn của nó bước vào trực chiến, chờ đợi lực lượng Nhật Bản được dự đoán sẽ đụng độ khoảng nữa đêm.
Khi bóng đêm bao phủ vùng biển mệnh danh eo biểm Đáy Sắt, nhiều cơn mưa giông và mưa rào nhiệt đới bắt đầu kéo qua suốt khu vực, giới hạn tầm nhìn cho cả hai phía Hoa Kỳ và Nhật Bản khi họ di chuyển hướng vào nhau. Dù sao nhiều tàu chiến Hoa Kỳ đã được trang bị các hệ thống radar tầm xa, vốn cho phép họ bắt đầu phát hiện ra các tàu chiến Nhật Bản đang tiến đến vào khoảng 00 giờ 30 phút. Bao gồm hai thiết giáp hạm, một tàu tuần dương và chín tàu khu trục, hạm đội Nhật Bản vòng qua bờ biển Tây Bắc của đảo Savo và đi vào eo biển Đáy Sắt lúc khoảng 01 giờ 10 phút, nhắm hướng đến sân bay Henderson trên đảo Guadalcanal, căn cứ không lực Đồng Minh mà họ được lệnh phá hủy. Băng qua một cơn mưa giông nặng hạt, các tàu chiến Nhật hoàn toàn không biết đến sự hiện diện của lực lượng Hoa Kỳ ngay phía trước; cơn mưa rào cũng ngăn trở phía Hoa Kỳ trông thấy bằng mắt đối thủ trong hơn một giờ kể từ khi bắt được tín hiệu radar đầu tiên.
Lúc khoảng 01 giờ 30 phút, cả hai phía đối địch đều nhìn thấy nhau khi các tàu chiến Nhật xuất hiện từ một cơn mưa giông chỉ cách đội hình tàu chiến Hoa Kỳ 3.000 yd (2.740 m). Cho dù phía Hoa Kỳ đi thẳng vào giữa lực lượng Nhật Bản, không bên nào nổ súng trong gần mười phút khi họ băng ngang lẫn nhau. Các tàu chiến Nhật Bản vây quanh đội hình hàng chiến trận Mỹ khi chúng xuất hiện từ bóng đêm ở ba nhóm khác nhau. Đứng ở vị trí áp cuối của hàng tàu khu trục, Barton bắt đầu xoay các khẩu pháo và ống phóng ngư lôi của nó nhắm vào nhiều tàu chiến Nhật ở gần nhất và chờ đợi mệnh lệnh khai hỏa từ soái hạm. Lúc 01 giờ 48 phút, mệnh lệnh không còn cần thiết khi tàu khu trục Nhật Akatsuki bật đèn pha tìm kiếm chiếu thẳng vào tàu tuần dương hạng nhẹ Atlanta, khiến cả hai phía bắt đầu nổ súng vào nhau, bắt đầu trận Hải chiến Guadalcanal thứ nhất.
Giờ đây hoàn toàn bị vây quanh bởi hàng chiến trận Nhật Bản, Barton và tàu khu trục USS Monssen (DD-436) di chuyển về phía đuôi thoát sang hướng Tây Bắc, thẳng vào nhóm tàu chiến chủ yếu Nhật Bản trong khi bắn trực diện vào các tàu khu trục đối phương lân cận, đồng thời phải cơ động quyết liệt để né tránh cả tàu bạn lẫn tàu đối phương trong một trận chiến lộn xộn. Nó vừa bắn một loạt ngư lôi nhắm vào thiết giáp hạm Hiei khi chiếc tàu tuần dương hạng nhẹ USS Helena (CL-50) bất ngờ xuất hiện từ bóng đêm và cắt thẳng vào mũi tàu của Barton. Thực hiện một cú dừng khẩn cấp để tránh va chạm với Helena, Barton bị chết đứng giữa biển trong lúc thủy thủ phòng máy đang nỗ lực nối lại hộp số vào động cơ để tiếp tục di chuyển. Tuy nhiên, trước khi nó có thể di chuyển trở lại, hai quả ngư lôi Long Lance phóng từ tàu khu trục Amatsukaze đã đánh trúng vào phần giữa của Barton, một trúng vào phòng nồi hơi và một trúng phòng động cơ. Các vụ nổ dữ dội đã khiến Barton bị vỡ làm đôi và cả hai phần chìm nhanh chóng chỉ trong vòng vài phút sau khi trúng quả ngư lôi thứ nhất, mang theo nó 164 người, gồm 13 sĩ quan và 151 thủy thủ. Tàu tuần dương hạng nặng USS Portland (CA-33) cứu vớt được 42 người sống sót, và thêm 26 người khác được các xuồng đổ bộ Higgins boat từ Guadalcanal cứu sống.

## Tái khám phá
Phần phía mũi xác tàu đắm của Barton được Robert Ballard khám khá vào năm 1992; khi chỉ có mũi tàu và cấu trúc thượng tầng phía trước phòng nồi hơi được tìm thấy nguyên vẹn. Cho đến nay phần đuôi của Barton vẫn chưa được tìm thấy.

## Phần thưởng
Barton được tặng thưởng bốn Ngôi sao Chiến trận do thành tích phục vụ trong Thế Chiến II.